# Rickenbach (Schwarzach)

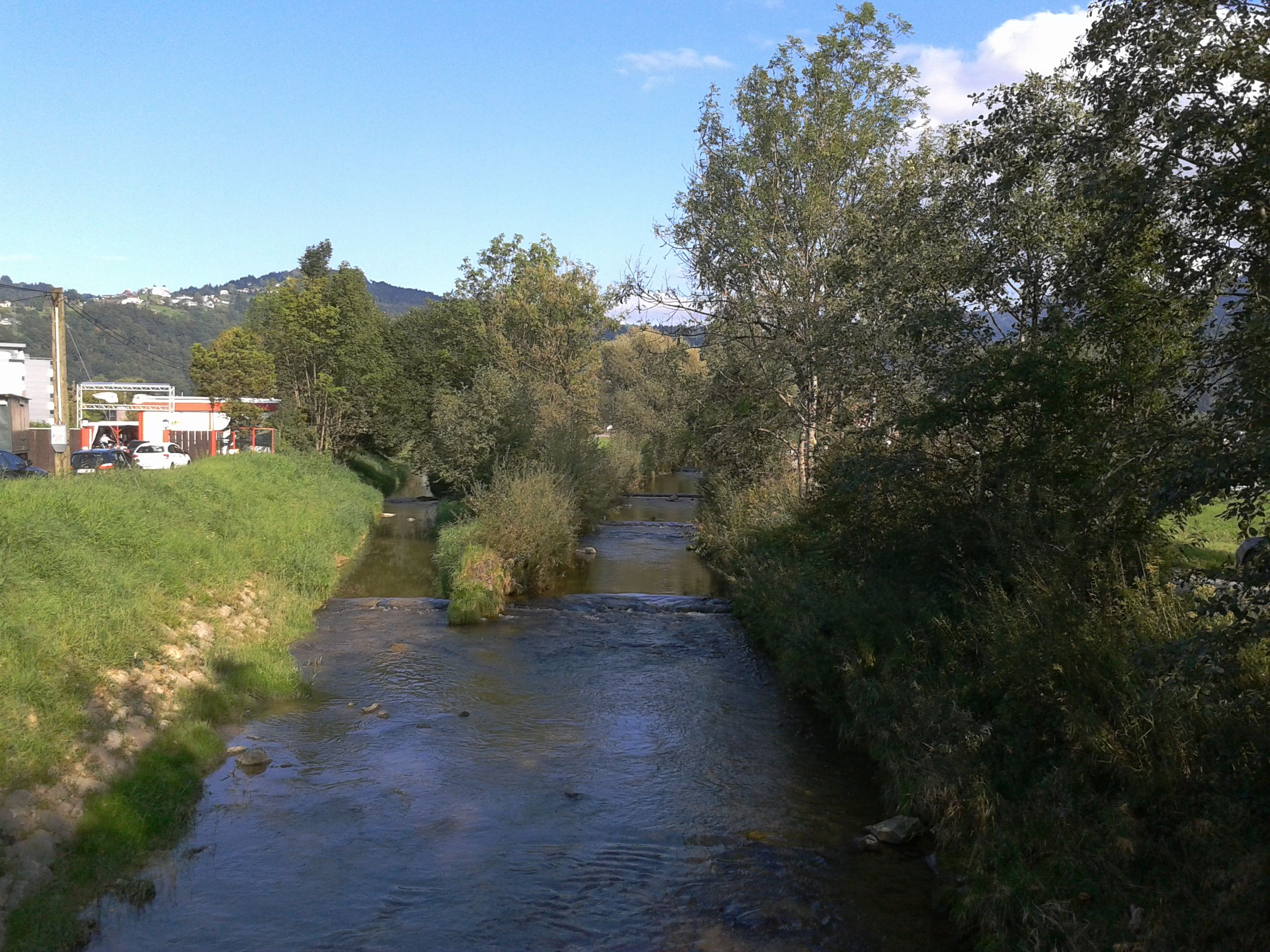
Rickenbach – Zusammenfluss mit der Schwarzach.

Der Rickenbach ist ein Fließgewässer, das von Oberbildstein (Gemeinde Bildstein, Quelle etwa bei 920 m ü. A.) über das gleichnamige, weitgehend naturbelassene Tobel „Rickenbach“ und die Vorarlberger Gemeinden Wolfurt und Schwarzach fließt (Mündung etwa bei 410 m ü. A.). Der Bach beginnt bei Flusskilometer 5,46 und fließt in einem leichten Bogen nach Norden von Ost-Nordost nach West-Südwest in die Schwarzach.
Der Rickenbach ist auf seinem Verlauf weitgehend nicht eingedämmt und der direkte Zugang meist möglich, wenn auch durch die Topografie erschwert (Tobel). Im Bereich der Gemeinde Wolfurt wurde der Rickenbach weitgehend begradigt.

## Name
Ricke ist ein althochdeutsches Wort und bedeutet nach Werner Vogt Felsenge oder Felsschlucht. Der Name kommt im unteren Rheintal in Vorarlberg mehrfach vor (z. B. Ricken als Flurname, Rickenloch, Rickenbachtobel, Rickenbacherholz etc.). Rickenbäche gibt es auch in der Schweiz und im süddeutschen Raum. Nach dem Vorarlberger Wörterbuch von Leo Jutz habe „Rick“ die Bedeutung von Schlinge oder Knoten, z. B. an einer Getreidegarbe.

## Zuflüsse
Das Einzugsgebiet des Rickenbachs beträgt gesamt 7,9 km², davon entfallen rund 3,9 km² auf den Zufluss der Minderach. Der Rickenbach selbst hat ein Einzugsgebiet von etwa 3,6 km².
Bei Flusskilometer 5,46, im Gemeindegebiet von Bildstein, Ortsteil Oberbildstein, entspringt der Rickenbach einer Quelle und behält von hier an seinen Namen durchgehend.
Bedeutende Zuflüsse des Rickenbachs sind (vom Ursprung gesehen) im oberen Bereich bis zur Mündung bei Flusskilometer:
- 3,805 der Mühlebach (Bildstein),
- 2,805 der Seagagraben (Bildstein),
- 0,89 die Minderach (Schwarzach/Wolfurt)
- 0,09 der Egelwiesgraben (Wolfurt)

sowie einige weitere, kleinere Zuflüsse.
Der Rickenbach mündet beim Ortsteil Rickenbach bei Wolfurt von rechts in die Schwarzach (Flusskilometer 2,15 der Schwarzach, bereits Gemeindegebiet Schwarzach).

## Anstoßende Gemeinden
Im oberen Bereich fließt der Rickenbach zu etwa zwei Drittel seiner Länge durch die politische Gemeinde Bildstein (Oberbildstein).
Etwa bei Flusskilometer 1,825 fließt der Bach in das Gemeindegebiet von Wolfurt ein und bildet bis zum Flusskilometer 1,71 einen Grenzfluss zwischen der Gemeinde Wolfurt und Bildstein. Bei Flusskilometer 0,04 fließt der Rickenbach aus dem Gemeindegebiet Wolfurt wieder heraus (nahe der Einmündung des Rickenbachs in die Schwarzach).

## Wirtschaftliche Nutzung
Der Rickenbach wurde früher wirtschaftlich genutzt. Vor allem die Wasserkraft unter anderem z. B. für das Unternehmen Doppelmayr, unter dessen Betriebsgelände der Rickenbach teilweise immer noch abfließt, sowie von der Spulenfädenfabrik Zuppinger. Es wurde in der Frühen Neuzeit auch eine Mühle (1536, 1571, 1680, 1795 und 1797) erwähnt. 1680 und 1797 ist auch von einer Säge und 1795 von einem Lohrstampf die Rede. Im oberen Bereich des Rickenbachs gibt es am Flusskilometer 3,805 den einmündenden Mühlebach aus der Gemeinde Bildstein, der auch auf die Nutzung des Wassers für wirtschaftliche Zwecke hinweist.
Im Rickenbachtobel wurden Sandsteine abgebaut, die zu Stiegenstufen, Fensterstürzen, Grabsockeln, Schleifsteinen, Wetzsteinen, Backöfen, Pflastersteinen und Bausteinen etc. verarbeitet wurden, u. a. wurden die Sandsteine auch nach Schwarzach in die dortigen Wetzsteinschleifen geliefert.

## Hochwasser
Der Rickenbach ist heute ein relativ „gezähmter“ Bach. Schwere Hochwässer sind aus den Jahren: 1674 (zweimal), 1701, 1702, 1752, 1780, 1901, 1910, 1913, 1924, 1934, am 11. Juli 1957 und am 19. August 1957 überliefert.